# Easy listening
L'easy listening  (a volte definito come musica d'atmosfera o mood music) è un format radiofonico nonché un genere musicale principalmente strumentale, emerso negli anni cinquanta come evoluzione della musica delle grandi orchestre, che ebbe il suo apice di popolarità tra gli anni cinquanta e gli anni settanta.
Comprende i sottogeneri exotica, musica leggera, lounge music, musica da ascensore e space age pop. In anni recenti il sottogenere della musica lounge ha incluso influenze musicali strumentali provenienti dal soft rock, modern electronica (con influenze dal chillout, nu-jazz e downtempo), mentre i suoi temi rimangono focalizzati su elementi culturali dalle tematiche retro-space age.
Il termine easy listening è attestato in uso nella lingua italiana almeno fin dal 1982, cioè abbondantemente prima del fenomeno del revival del genere diffuso negli anni novanta del XX secolo. Viene inoltre correlato al format middle of the road trasmesso dalle radio AM degli Stati Uniti.

## Caratteristiche
L'easy listening è stato un importante formato radio principalmente strumentale delle stazioni radiofoniche statunitensi tra gli anni sessanta e ottanta. Viene spesso associato a varie terminologie quali lounge music, doctor's office, elevator music (o "musica da ascensori"), beautiful music (citato come un sottoinsieme del format radio middle of the road), e il denigratorio muzak. Il genere è assai ampio e può essere suonato con arrangiamenti tipici della musica pop, composta per essere diffusa in centri commerciali, supermercati, grandi magazzini, segreterie telefoniche, navi da crociera, aeroporti, sale d'aspetto di studi medici e ascensori. Viene anche usato in modo spesso dispregiativo per indicare ogni forma di musica leggera quali lo smooth jazz, il middle of the road, o le registrazioni adult contemporary.
Qualche volta questo genere di musica può essere usato come colonna sonora di film o sigla di trasmissioni televisive, anche se spesso tale genere viene prodotto indipendentemente, cioè non legato ad un altro tipo di intrattenimento. Questo genere di produzioni può essere eseguito da orchestre o arrangiato per piccole orchestre e strumenti molto simili a quelli utilizzati nel jazz o persino nel rock and roll, quali per esempio l'organo Hammond, sintetizzatori come il Moog o la chitarra elettrica. L'easy listening destinato ai centri commerciali e agli ascensori è tipicamente improntato su una melodia molto semplice e finalizzata a far rilassare gli acquirenti, così da farli sentire più a loro agio e a rimanere più a lungo all'interno del complesso.

## Storia
Il primo tipo di musica lounge (o light music) apparve durante gli anni venti e trenta. Essa indicava anche il tipo di musica suonata negli alberghi (nel lounge, da cui deriva il suo nome, cioè la hall o in certi casi il bar), i casinò e i piano bar.
Il nome easy listening è stato coniato nel 1965 da Claude Hall, direttore della rivista Billboard, per descrivere il tipo di sonorità trasmesse dalla stazione radiofonica WPIX-FM. L'emittente divenne rapidamente la stazione radio FM più ascoltata dell'area di New York e tra le prime cinque stazioni radio in assoluto fra il 1964 e il 1968. La musica stessa era già comune prima che il nome venisse creato ed era il form più popolare assieme ai cantanti pop, prima dell'avvento del rock 'n' roll.
L'originale format radiofonico easy Listening venne successivamente emulato da molti programmi in syndication e divenne il più popolare format in tutte le radio FM nazionali. Più tardi divenne noto come adult contemporary, segnando la fine del contenuto strumentale del format. Nei tardi anni novanta, un tentativo di riportare in vita questo tipo di programmazione radiofonica non ha avuto successo a causa di problemi con la distribuzione.
All'inizio venivano trasmesse selezioni musicali soft e discrete, in una programmazione ben strutturata con poche interruzioni pubblicitarie. Veniva così sfruttata come musica di sottofondo in molti esercizi commerciali con messaggi pubblicitari costituiti esclusivamente da annunci indirizzati agli acquirenti già presenti nei negozi. Questa pratica era conosciuta come storecasting ed era molto comune nelle radio FM degli anni quaranta e cinquanta.

## Popolarità
Le riviste Billboard e Record World hanno dato rilievo a singoli di musica leggera in classifiche indipendenti. Generalmente oltre la quarantesima posizione, sono state trasmesse in stazioni come la WNEW di New York, la WWEZ di Cincinnati e la KMPC di Los Angeles. Record World ha iniziato a inserire i dischi in classifica il 29 gennaio 1967, terminando nei tardi anni settanta. Le classifiche easy listening di Billboard sono state trasformate nelle classifiche adult contemporary nel 1979 e continuano a tutt'oggi.
Il genere beautiful music è un sottofilone della musica easy listening fin da quando, come format radiofonico, ha avuto un rigido standard di strumentazione. Ad esempio pochi o per niente sassofoni e restrizioni su come i vari pezzi vocali poteva essere suonati in un'ora. Il format radiofonico easy listening è stato in seguito generalmente, ma non completamente, sostituito dal format soft adult contemporary.

## Cantanti easy listening
I cantanti easy listening/lounge hanno una lunga storia alle spalle, che parte fin dai primi decenni del XX secolo. Il genere può infatti annoverare cantanti quali ad esempio Frank Sinatra, Barbra Streisand, Tony Bennett, Dionne Warwick, Bill Kenny, Astrud Gilberto, Matt Monro e molti altri. Il termine un po' derisorio lounge lizard ("lucertola da lounge") è stato coniato allora e cantanti meno noti sono stati spesso canzonati quali dinosauri di epoche passate e parodiati per la loro melliflua esecuzione dei classici del genere. In ogni caso, questi cantanti lounge, anche se si esibivano in alberghi o cocktail bar, erano abitualmente accompagnati da almeno uno o due musicisti, e le loro cover favorite, canzoni composte da altri appartenenti soprattutto alla musica tradizionale.
Molti strumentisti hanno anche registrato le loro composizioni nello stile "easy listening". Tra questi c'era il fisarmonicista John Serry che ha creato uno stato d'animo rilassante nel suo album Squeeze Play nel 1956.